# Jenny Lathrop
Jenny T. Lathrop (1983) è un'ex sciatrice alpina statunitense.
È sorella di Christin e moglie dello svedese John Buchar, a loro volta sciatori alpini.

## Biografia
Originaria di North Conway e attiva in gare FIS dal dicembre del 1998, in Nor-Am Cup la Lathrop esordì il 22 febbraio 1999 a Sugarloaf in supergigante, senza completare la prova, e conquistò il primo podio il 30 novembre 2004 a Winter Park in slalom speciale (2ª). Sempre in slalom speciale esordì in Coppa del Mondo, l'11 dicembre 2005 ad Aspen senza completare la prova, e conquistò l'unica vittoria in Nor-Am Cup, il 6 gennaio 2006 a Mont-Sainte-Anne.
Prese per l'ultima volta il via in Coppa del Mondo il 25 novembre 2006 ad Aspen in slalom speciale, senza qualificarsi per la seconda manche (non portò a termine nessuna delle cinque gare nel massimo circuito internazionale cui prese parte). Il 3 gennaio 2008 ottenne a Mont-Sainte-Anne in slalom gigante l'ultimo podio in Nor-Am Cup (3ª) e si ritirò al termine di quella stessa stagione 2007-2008; la sua ultima gara fu lo slalom gigante dei Campionati statunitensi 2008, disputato il 26 marzo a Sugarloaf e chiuso dalla Lathrop al 6º posto.  In carriera non prese parte a rassegne olimpiche o iridate.

## Palmarès

### Nor-Am Cup
- Miglior piazzamento in classifica generale: 11ª nel 2005
- 4 podi:
  - 1 vittoria
  - 1 secondo posto
  - 2 terzi posti

#### Nor-Am Cup - vittorie
| Data           | Località         | Paese  | Specialità |
| -------------- | ---------------- | ------ | ---------- |
| 6 gennaio 2006 | Mont-Sainte-Anne | Canada | SL         |

Legenda:

SL = slalom speciale

### Australia New Zealand Cup
- Miglior piazzamento in classifica generale: 2ª nel 2005
- Vincitrice della classifica di slalom gigante nel 2005
- 4 podi:
  - 2 vittorie
  - 2 secondi posti

#### Australia New Zealand Cup - vittorie
| Data             | Località  | Paese         | Specialità |
| ---------------- | --------- | ------------- | ---------- |
| 7 settembre 2004 | Whakapapa | Nuova Zelanda | SL         |
| 9 settembre 2004 | Whakapapa | Nuova Zelanda | GS         |

Legenda:

GS = slalom gigante

SL = slalom speciale

### Campionati statunitensi
- 1 medaglia:
  - 1 bronzo (slalom speciale nel 2008)